# Les Hôpitaux-Neufs
Les Hôpitaux-Neufs sont une commune française située dans le département du Doubs, la région culturelle et historique de Franche-Comté et la région administrative Bourgogne-Franche-Comté.

## Géographie

### Localisation

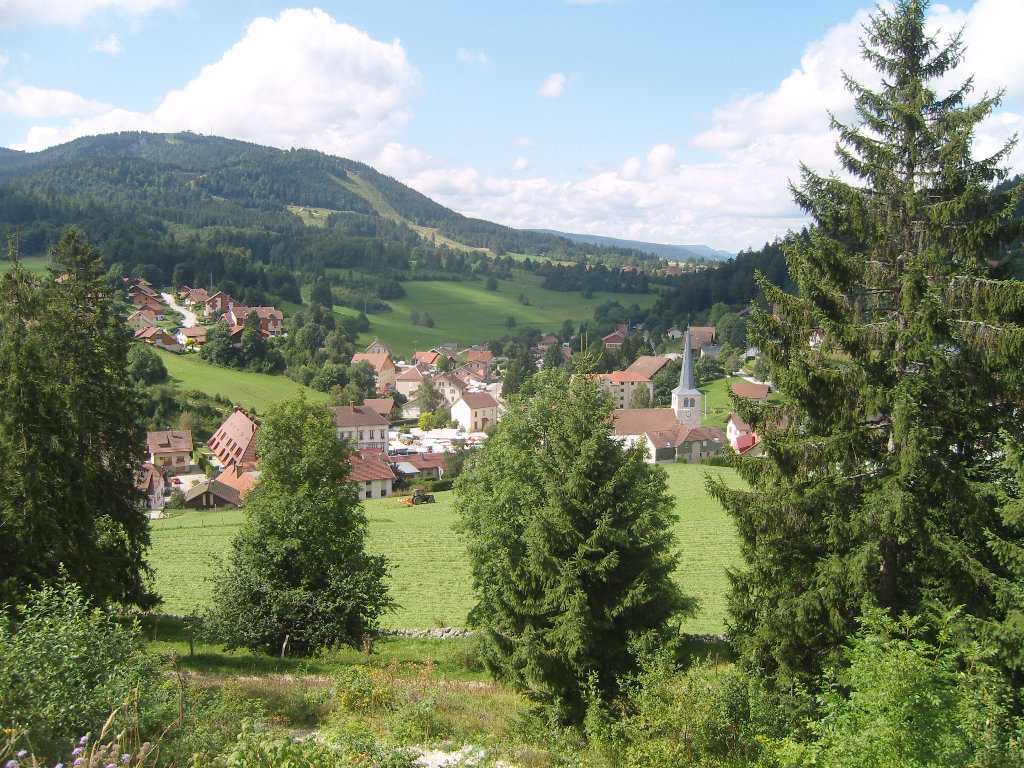
Panorama du village avec le Morond en arrière plan.

Les Hôpitaux-Neufs sont un bourg du Haut-Doubs situé à 18 km au sud de Pontarlier, à proximité de la frontière franco-suisse.
Le sentier de grande randonnée GR 5 traverse la commune du nord au sud, venant de la mer du Nord à Berg-op-Zoom aux Pays-Bas pour rejoindre la mer Méditerranée à Nice, totalisant 2 600 km de distance.
De la même façon, la Grande Traversée du Jura, couramment désignée par son sigle GTJ, traverse également la commune. Circuit de randonnée de 400 km pour l'itinéraire pédestre, de 380 pour l'itinéraire VTT, de 360 pour le vélo et de 175 km pour le parcours à ski, la GTJ traverse le Jura du nord au sud en passant dans trois départements (Ain, Doubs, Jura), en reliant Mandeure dans le Doubs à Culoz dans l'Ain.
Le chemin de Compostelle passait aux Hôpitaux-Neufs, il est représenté par le coquillage, sculpté sur le linteau de la porte de l'église, entrée côté route de Pontarlier.
La commune fait partie de la zone d'emploi et du bassin de vie de Pontarlier

### Géologie et relief
La superficie de la commune est de 6,56 km2 ; son altitude varie de 970  à   1 290 mètres, à une altitude moyenne de 1 000 m.
Au sud de la commune se trouve le Morond situé sur la commune de Métabief, d'une altitude de 1 419 m, et au-delà le Mont d'Or situé en limite des communes de Longevilles-Mont-d'Or et de Jougne, d'une altitude de 1 463 m. Sur la commune voisine des Hôpitaux-Vieux, immédiatement au nord, se trouve la montagne de l'Herba, qui culmine à 1 303 m. Enfin, immédiatement à l'est, mais en Suisse, le Suchet (1 588 m) domine le paysage de son double sommet particulièrement reconnaissable.

### Climat
Pour des articles plus généraux, voir Climat de la Bourgogne-Franche-Comté et Climat du Doubs.
En 2010, le climat de la commune est de type climat de montagne, selon une étude du Centre national de la recherche scientifique s'appuyant sur une série de données couvrant la période 1971-2000. En 2020, Météo-France publie une typologie des climats de la France métropolitaine dans laquelle la commune est exposée à un climat de montagne ou de marges de montagne et est dans la région climatique Jura, caractérisée par une forte pluviométrie en toutes saisons (1 000 à 1 500 mm/an), des hivers rigoureux et un ensoleillement médiocre.
Pour la période 1971-2000, la température annuelle moyenne est de 6,4 °C, avec une amplitude thermique annuelle de 16,4 °C. Le cumul annuel moyen de précipitations est de 1 812 mm, avec 13,2 jours de précipitations en janvier et 11,8 jours en juillet. Pour la période 1991-2020, la température moyenne annuelle observée sur la station météorologique de Météo-France la plus proche, « Labergement », sur la commune de Labergement-Sainte-Marie à 7 km à vol d'oiseau, est de 8,0 °C et le cumul annuel moyen de précipitations est de 1 459,4 mm. 
La température maximale relevée sur cette station est de 36,4 °C, atteinte le 31 juillet 1983 ; la température minimale est de −33 °C, atteinte le 9 janvier 1985,,.
Les paramètres climatiques de la commune ont été estimés pour le milieu du siècle (2041-2070) selon différents scénarios d'émission de gaz à effet de serre à partir des nouvelles projections climatiques de référence DRIAS-2020. Ils sont consultables sur un site dédié publié par Météo-France en novembre 2022.

### Paysages
La commune est caractérisée par le paysage du Haut-Doubs, marqué par une succession de moyens sommets souvent couverts de forêts, de vallées sèches ou humides et de cluses, ainsi que de prairies et alpages.

## Urbanisme
Historiquement cœur de station, Les Hôpitaux-Neufs sont au centre de la conurbation en pleine expansion du secteur Mont d’Or.

### Typologie
Au 1er janvier 2024, Les Hôpitaux-Neufs sont catégorisés bourg rural, selon la nouvelle grille communale de densité à 7 niveaux définie par l'Insee en 2022.
Elle est située hors unité urbaine et hors attraction des villes,.

### Occupation des sols

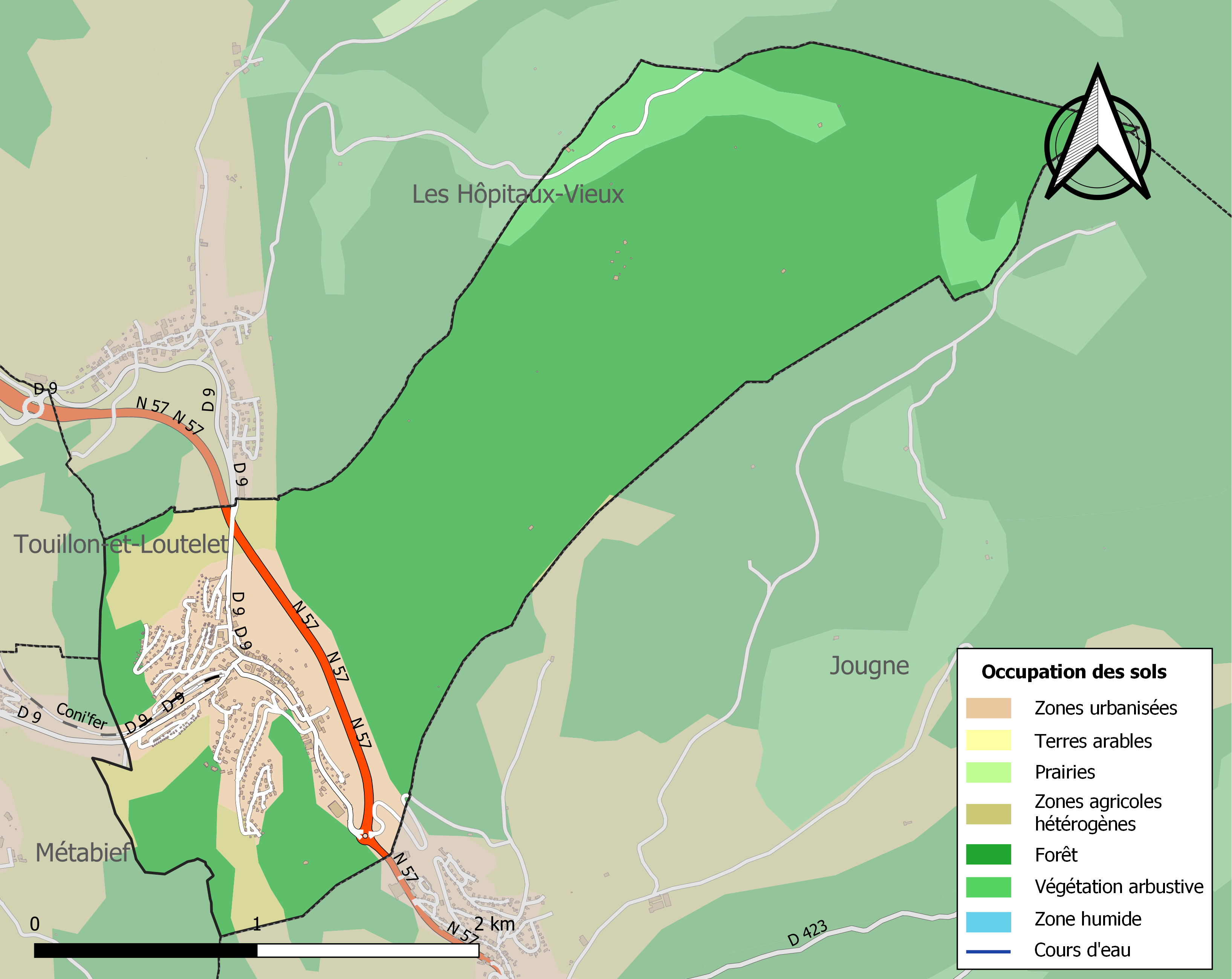
Carte des infrastructures et de l'occupation des sols de la commune en 2018 (CLC).

L'occupation des sols de la commune, telle qu'elle ressort de la base de données européenne d’occupation biophysique des sols Corine Land Cover (CLC), est marquée par l'importance des forêts et milieux semi-naturels (80,2 % en 2018), en diminution par rapport à 1990 (81,3 %). La répartition détaillée en 2018 est la suivante :
forêts (73,7 %), zones urbanisées (13,4 %), milieux à végétation arbustive et/ou herbacée (6,5 %), zones agricoles hétérogènes (6,4 %). L'évolution de l’occupation des sols de la commune et de ses infrastructures peut être observée sur les différentes représentations cartographiques du territoire : la carte de Cassini (XVIIIe siècle), la carte d'état-major (1820-1866) et les cartes ou photos aériennes de l'IGN pour la période actuelle (1950 à aujourd'hui).

### Morphologie urbaine
Le bourg s'est développé historiquement le long de la route de Lausanne, qui correspond à l’axe historique nord sud reliant la Suisse à Pontarlier, puis vers l'ouest en s'implantant sur les pentes de chaque côté de la route qui mène à Métabief et le Jura, via le val de Mouthe ou les lac.

### Habitat et logement
En 2020, le nombre total de logements dans la commune était de 735, alors qu'il était de 762 en 2015 et de 682 en 2010.
Parmi ces logements, 60,5 % étaient des résidences principales, 36,8 % des résidences secondaires et 2,7 % des logements vacants. Ces logements étaient pour 40,2 % d'entre eux des maisons individuelles et pour 59,6 % des appartements.
Le tableau ci-dessous présente la typologie des logements aux Hôpitaux-Neufs en 2020 en comparaison avec celle du Doubs et de la France entière. Une caractéristique marquante du parc de logements est ainsi une proportion de résidences secondaires et logements occasionnels (36,8 %) supérieure à celle du département (4,3 %) et à celle de la France entière (9,7 %).
| Typologie                                               | Les Hôpitaux-Neufs | Doubs | France entière |
| ------------------------------------------------------- | ------------------ | ----- | -------------- |
| Résidences principales (en %)                           | 60,5               | 87,1  | 82,1           |
| Résidences secondaires et logements occasionnels (en %) | 36,8               | 4,3   | 9,7            |
| Logements vacants (en %)                                | 2,7                | 8,6   | 8,2            |

### Voies de communication et transports
La commune est située sur la RN 57 qui mène à la frontière suisse à Vallorbe, et au croisement avec la route départementale 9 qui mène à Métabief et au-delà.

### Toponymie
Opital ou finage de Joigne en 1282.

## Histoire

### Antiquité
Dès l'antiquité romaine, une importante voie de communication naturelle à travers le Jura, via la cluse de Pontarlier, est attestée sur la table de Peutinger et l'itinéraire d'Antonin : il s'agissait de la voie romaine reliant Lausanne et Orbe à Pontarlier (Ariolica) et Besançon (Vesontio).

### Moyen Âge
Le Moyen Âge, avec le développement commercial notamment des XIIe et XIIIe siècles, voit croître l'importance de cette voie qui relie la Flandre et la Champagne à l'Italie du nord via le col du Grand-Saint-Bernard. Les comtes de Chalon vont ainsi organiser son développement, et notamment créer divers hospices et instituer des péages. C'est ainsi que, en 1282, Jean Ier de Chalon-Arlay fils de Jean Ier de Chalon (dit Jean de Bourgogne, Jean l'Antique ou Jean le Sage) crée un hospice, classiquement pour soigner les voyageurs malades et lutter contre les maladies de l'époque, telles la lèpre et la peste.
Dans la charte de franchises accordée le 15 août 1393 par Jean III de Chalon-Arlay aux Hôpitaux et à Métabief, il est pour la première fois cité l'Hôpital-Viel et l'Hôpital-Neuf, première apparition des deux noms distincts.

### Temps modernes

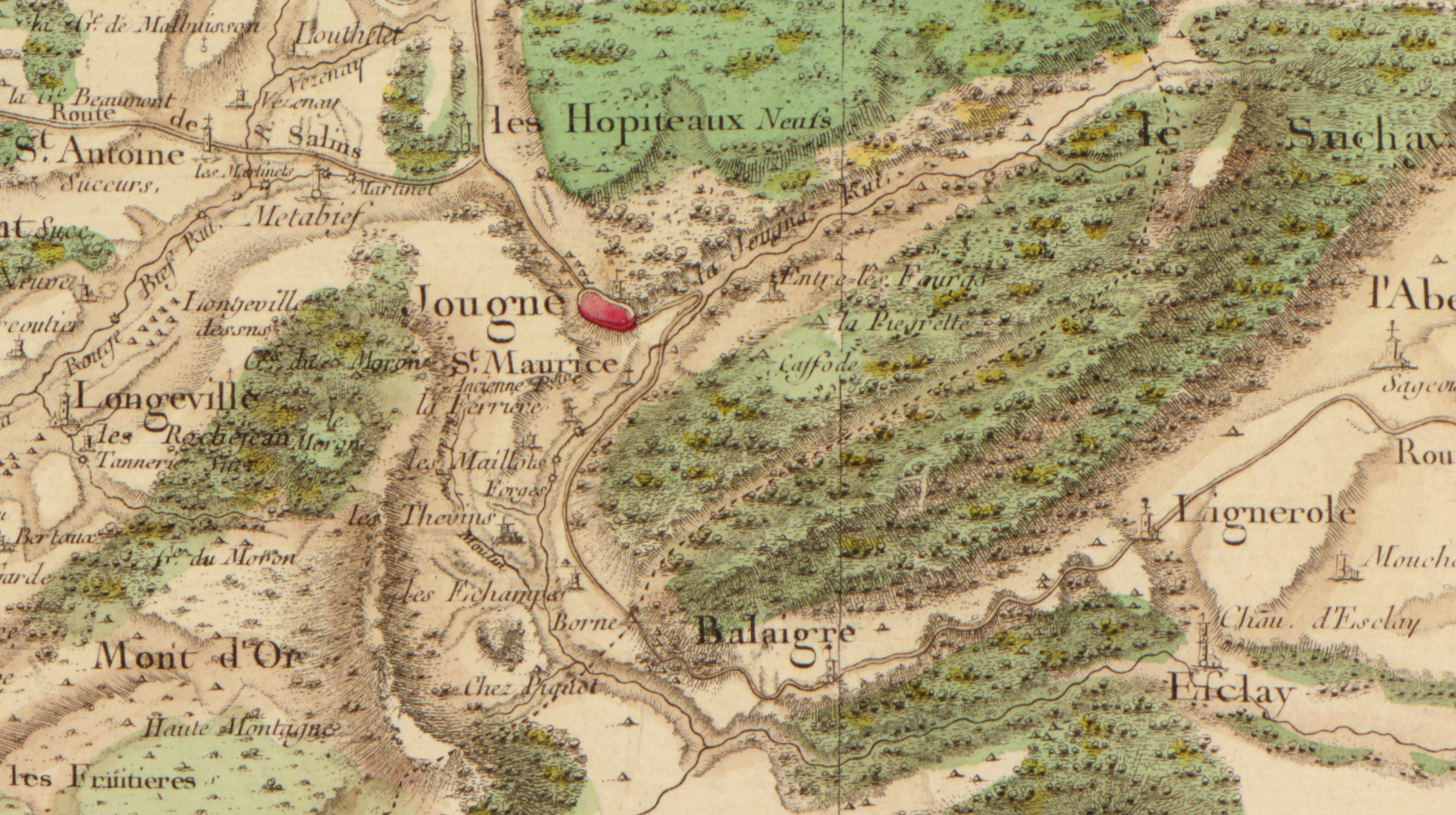
Les Hôpitaux-Neufs sur la Carte de Cassini (XVIIIe siècle)

Au cours de la guerre de Dix Ans, épisode comtois de la guerre de Trente Ans, le village des Hôpitaux-Vieux est entièrement détruit en 1639 par les Suédois, nom donné à l'époque aux mercenaires mi-allemands mi-suédois de Bernard de Saxe-Weimar, destruction à laquelle échappent Les Hôpitaux-Neufs.
L'année 1780 voit un incendie ravager une partie du village, la partie non détruite prenant alors officiellement le nom les Hôpitaux-Vieux.
Le péage de Jougne, instauré depuis plusieurs siècles, est supprimé en cette même année 1780.

### Époque contemporaine
En 1871, lors de la guerre franco-allemande de 1870 une partie de l'armée de Bourbaki, en retraite vers la Suisse, traverse le village pour gagner la frontière à Vallorbe.
L'arrivée du chemin de fer, en 1875, ouvre une nouvelle ère de développement pour Les Hôpitaux-Neufs et les villages des alentours. À cause de la déviation de la ligne Frasne-Vallorbe par le tunnel du Mont-d'Or en 1915, le trafic voyageurs est interrompu sur la ligne passant par Jougne le 18 avril 1939, puis, dans la nuit du 17 au 18 juin 1940, le tunnel de Jougne est partiellement détruit par l'armée française, empêchant définitivement tout trafic avec la Suisse.
Dans la soirée du 26 avril 1945, c'est de la gare des Hôpitaux-Neufs - Jougne que le maréchal Pétain, qui s'était constitué prisonnier au poste frontière franco-suisse de Vallorbe quelques heures plus tôt, monte dans le train spécial qui devait le ramener à Paris, escorté par le général Koenig.
L'exploitation ferroviaire du tronçon Pontarlier - Les Hôpitaux-Neufs cessent alors définitivement en 1969.
C'est enfin à partir des années 1950-1960 que le développement des sports d'hiver autour de la station de Métabief donne aux Hôpitaux son visage actuel, complété à partir des années 1990 par le développement du VTT.

## Politique et administration

### Rattachements administratifs et électoraux

#### Rattachements administratifs
La commune se trouve dans l'arrondissement de Pontarlier du département du Doubs.
Elle faisait partie depuis 1793 du canton de Pontarlier. Dans le cadre du redécoupage cantonal de 2014 en France, cette circonscription administrative territoriale a disparu, et le canton n'est plus qu'une circonscription électorale.

#### Rattachements électoraux
Pour les élections départementales, la commune fait partie depuis 2014 du canton de Frasne
Pour l'élection des députés, elle fait partie de la cinquième circonscription du Doubs.

### Intercommunalité
Les Hôpitaux-Neufs étaient membre de la communauté de communes du Mont d'Or et des deux Lacs, un établissement public de coopération intercommunale (EPCI) à fiscalité propre créé en 1999 et auquel la commune avait transféré un certain nombre de ses compétences, dans les conditions déterminées par le code général des collectivités territoriales.
Dans le cadre des dispositions de la loi portant nouvelle organisation territoriale de la République du 7 août 2015, qui prévoit que les établissements publics de coopération intercommunale (EPCI) à fiscalité propre doivent avoir un minimum de 15 000 habitants, cette intercommunalité a fusionné avec sa voisine pour former, le 1er janvier 2017, la communauté de communes des Lacs et Montagnes du Haut-Doubs, dont est désormais membre la commune.

## Équipements et services publics

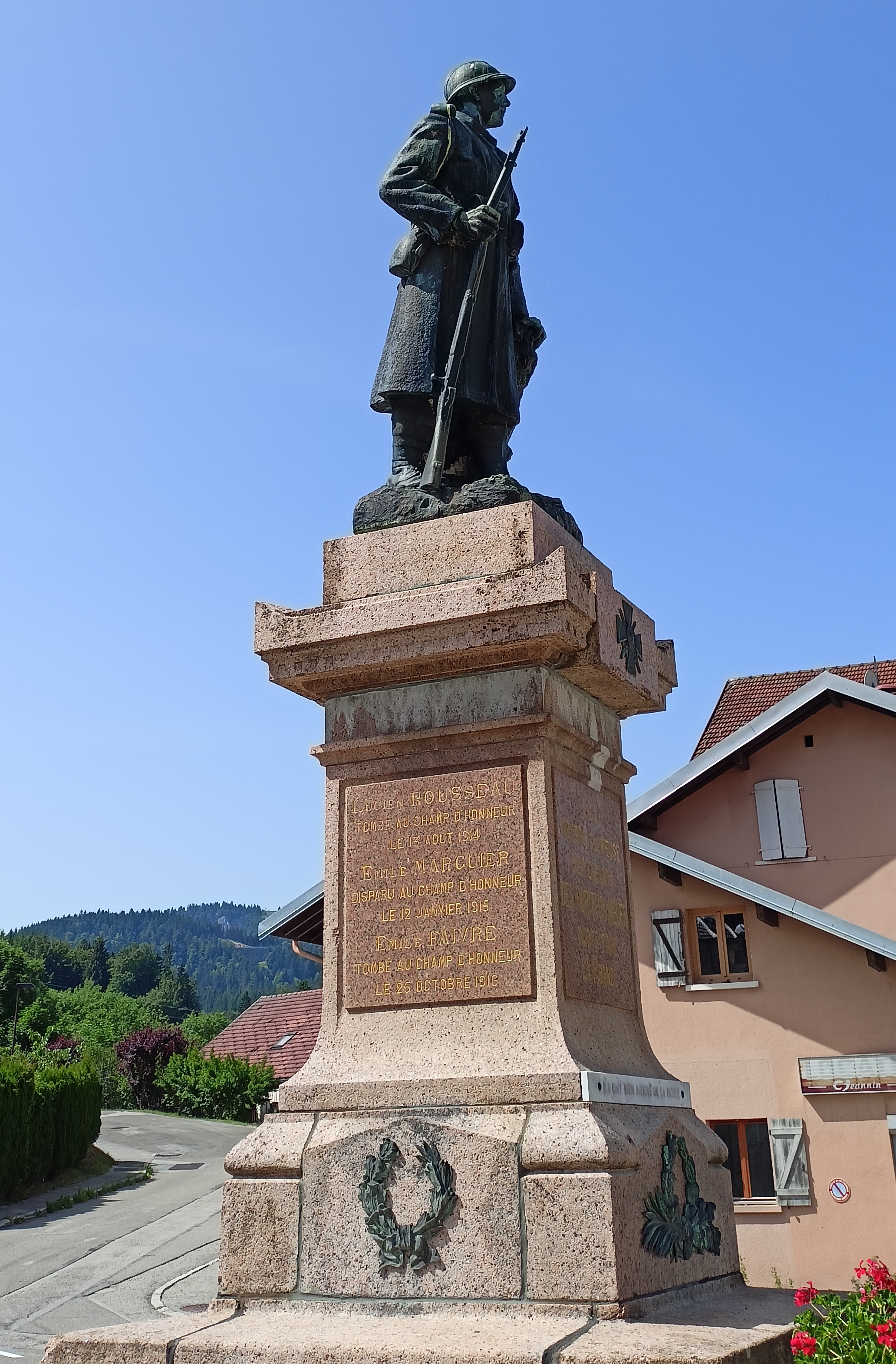
Le monument aux morts.

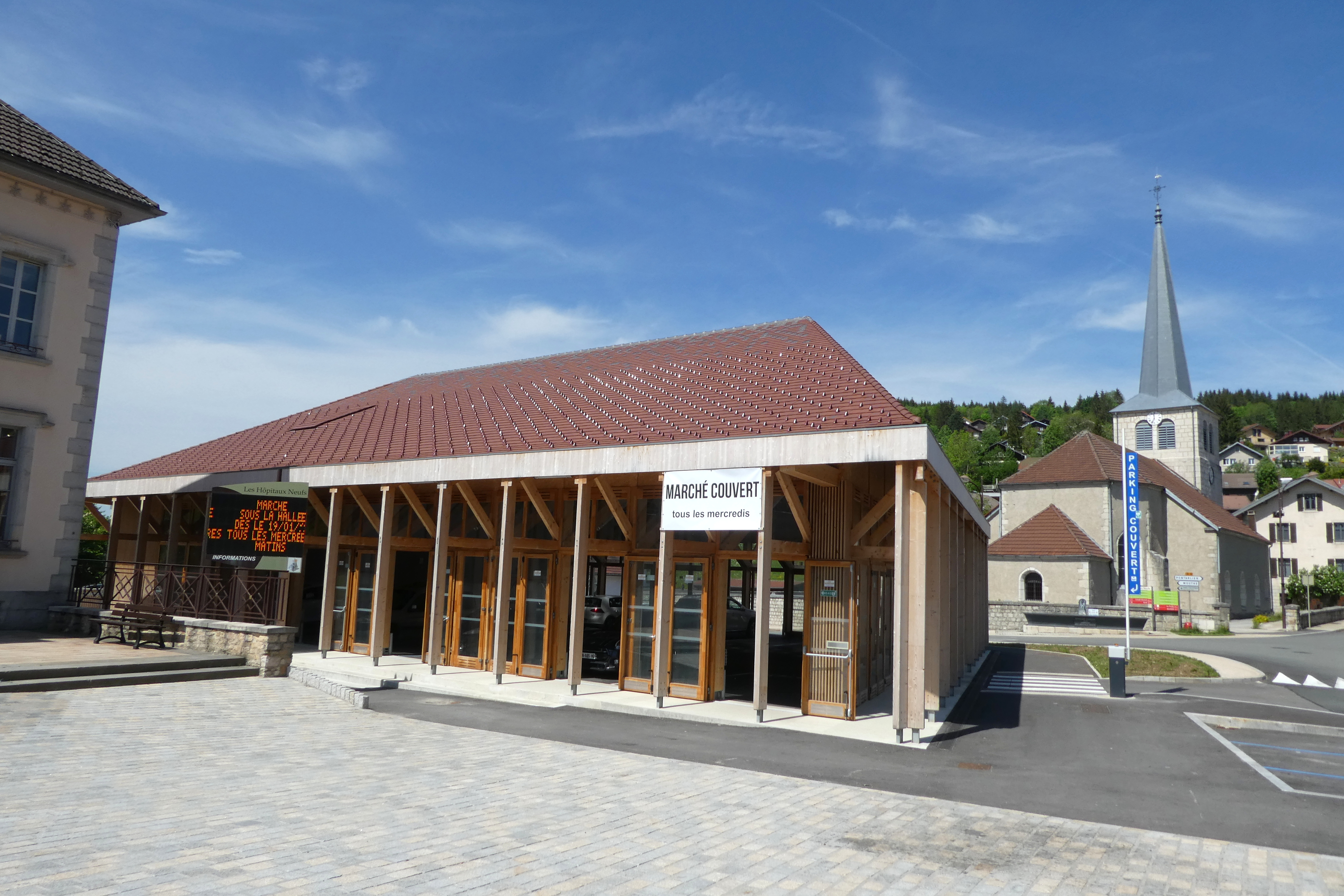
La halle polyvalente.

La commune s'est dotée en 2021 d'une halle polyvalente, qui abrite notamment le marché hebdomadaire.

### Enseignement
Les enfants de la commune sont scolarisés avec ceux de 4 autres collectivités du secteur du Mont d'Or dans le cadre d'un regroupement pédagogique intercommunal. L'école maternelle René-Claude-Robbe scolarise tous les enfants d'âge maternel.

### Postes et télécommunications
Un bureau de poste se trouve aux Hôpitaux-Neufs.

### Santé
Un pôle médical est aménagé en mairie depuis 2021.

### Justice, sécurité, secours et défense
La commune est le siège d'une communauté de brigades de gendarmerie qui assure la sécurité d'une trentaine de communes,

## Population et société
Les habitants sont les Trouille-Bourreaux,,.

### Démographie
L'évolution du nombre d'habitants est connue à travers les recensements de la population effectués dans la commune depuis 1793. Pour les communes de moins de 10 000 habitants, une enquête de recensement portant sur toute la population est réalisée tous les cinq ans, les populations de référence des années intermédiaires étant quant à elles estimées par interpolation ou extrapolation. Pour la commune, le premier recensement exhaustif entrant dans le cadre du nouveau dispositif a été réalisé en 2007.

En 2022, la commune comptait 947 habitants, en évolution de +7,01 % par rapport à 2016 (Doubs : +1,88 %, France hors Mayotte : +2,11 %).
| 1793 | 1800 | 1806 | 1821 | 1831 | 1836 | 1841 | 1846 | 1851 |
| ---- | ---- | ---- | ---- | ---- | ---- | ---- | ---- | ---- |
| 169  | 172  | 162  | 171  | 189  | 208  | 182  | 173  | 180  |

| 1856 | 1861 | 1866 | 1872 | 1876 | 1881 | 1886 | 1891 | 1896 |
| ---- | ---- | ---- | ---- | ---- | ---- | ---- | ---- | ---- |
| 183  | 160  | 168  | 350  | 232  | 260  | 279  | 272  | 260  |

| 1901 | 1906 | 1911 | 1921 | 1926 | 1931 | 1936 | 1946 | 1954 |
| ---- | ---- | ---- | ---- | ---- | ---- | ---- | ---- | ---- |
| 244  | 243  | 231  | 200  | 217  | 205  | 230  | 202  | 225  |

| 1962 | 1968 | 1975 | 1982 | 1990 | 1999 | 2006 | 2007 | 2012 |
| ---- | ---- | ---- | ---- | ---- | ---- | ---- | ---- | ---- |
| 248  | 285  | 295  | 265  | 369  | 508  | 683  | 708  | 787  |

| 2017 | 2022 | - | - | - | - | - | - | - |
| ---- | ---- | - | - | - | - | - | - | - |
| 921  | 947  | - | - | - | - | - | - | - |

## Économie
En 2009, elle est la commune la plus riche du département au vu du la médiane du revenu fiscal des ménages par unité de consommation avec une médiane de 29 394 euros.[réf. nécessaire]

## Culture locale et patrimoine

### Lieux et monuments
- L'église Sainte-Catherine  Inscrite MH (1939), d'architecture romane. Sa fondation remonterait à 1368. Elle a été profondément transformée au XVIIe siècle dans un style renaissance italienne. Son mobilier intérieur de grande qualité est d'inspiration baroque.
- Le monument aux morts, situé à l'intersection de la rue de la Sablière et de la route de la Poste (RD 9).
- Quelques rares anciennes fermes, désormais utilisées uniquement pour l'habitation, appartiennent encore au style des fermes du Haut-Doubs. Deux d'entre elles datent de la fin du XVIIe siècle, comme en témoignent les dates gravées dans la pierre au-dessus de la porte de la grange. Ces portes, cloutées, rappellent par ailleurs qu'une clouterie existait autrefois au village.
- Depuis 1993, l'Association du chemin de fer touristique Pontarlier-Vallorbe (CFTPV) exploite un train touristique sous le nom de Coni'fer avec ses bénévoles. Après avoir reposé des rails sur une partie de l'ancienne plate-forme, elle exploite la section les Hôpitaux-Neufs-Jougne - Fontaine-Ronde longue de 8 km avec des trains tractés notamment par une locomotive à vapeur 030 T Tigerli construite en 1915 par SLM Winterthur[37],[38].
- Le sapin président, intronisé le 23 septembre 2017, âgé entre 200 et 250 ans, d'une hauteur d'environ 40 mètres et d'une circonférence d'environ 4 mètres.

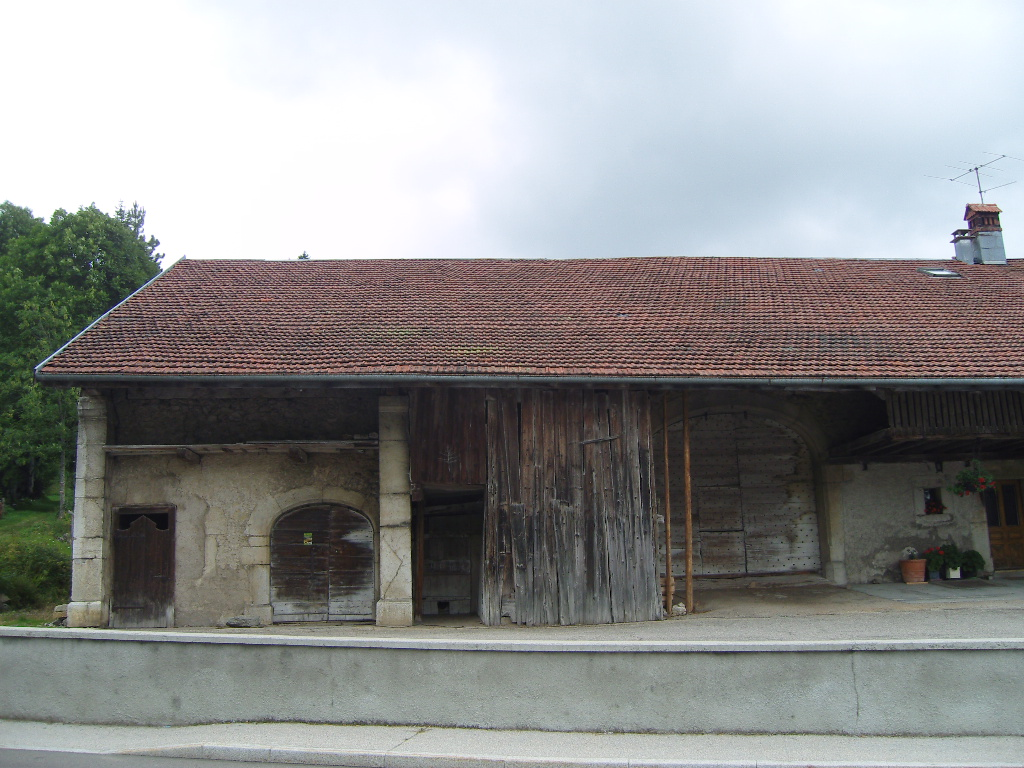
Ferme comtoise.
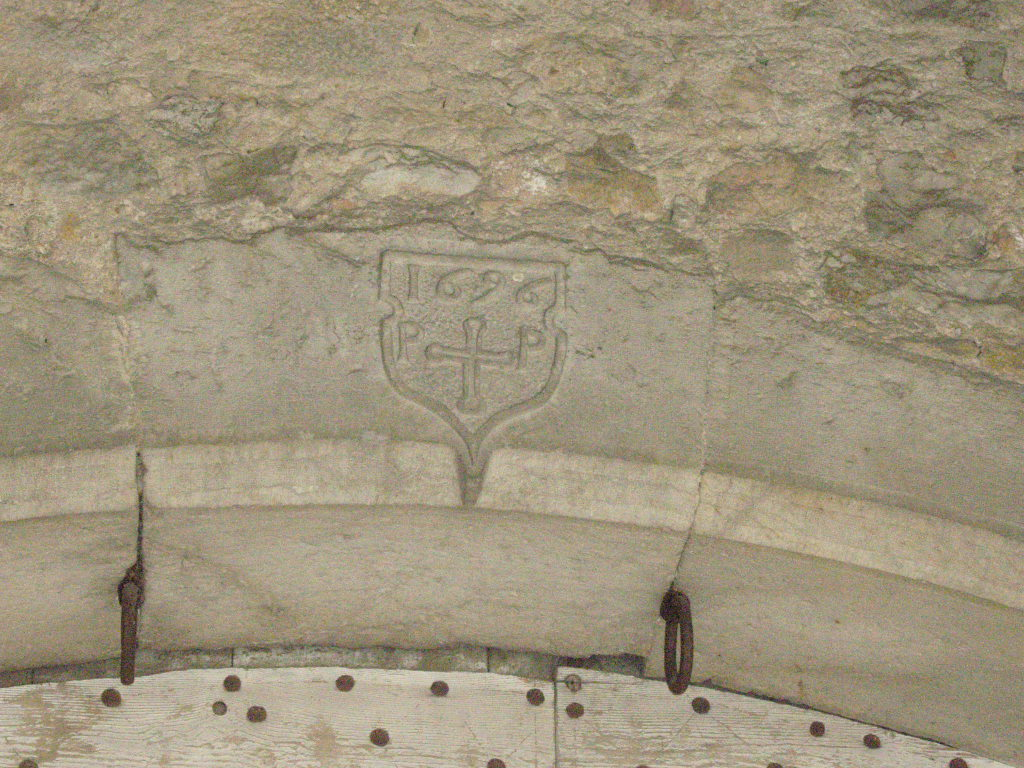
Ferme comtoise.
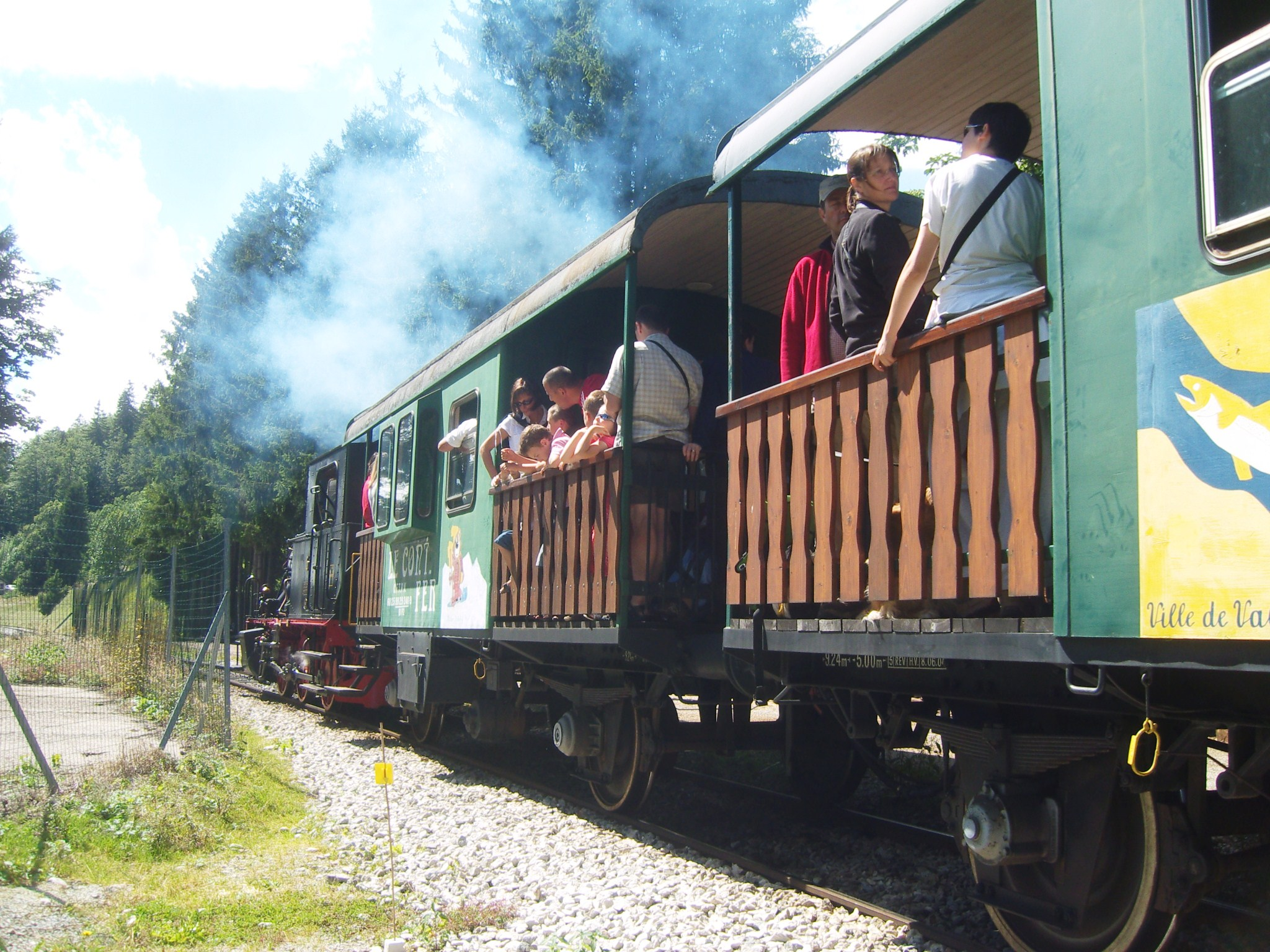
« Coni'fer », train touristique au départ de la gare des Hôpitaux-Neufs-Jougne.
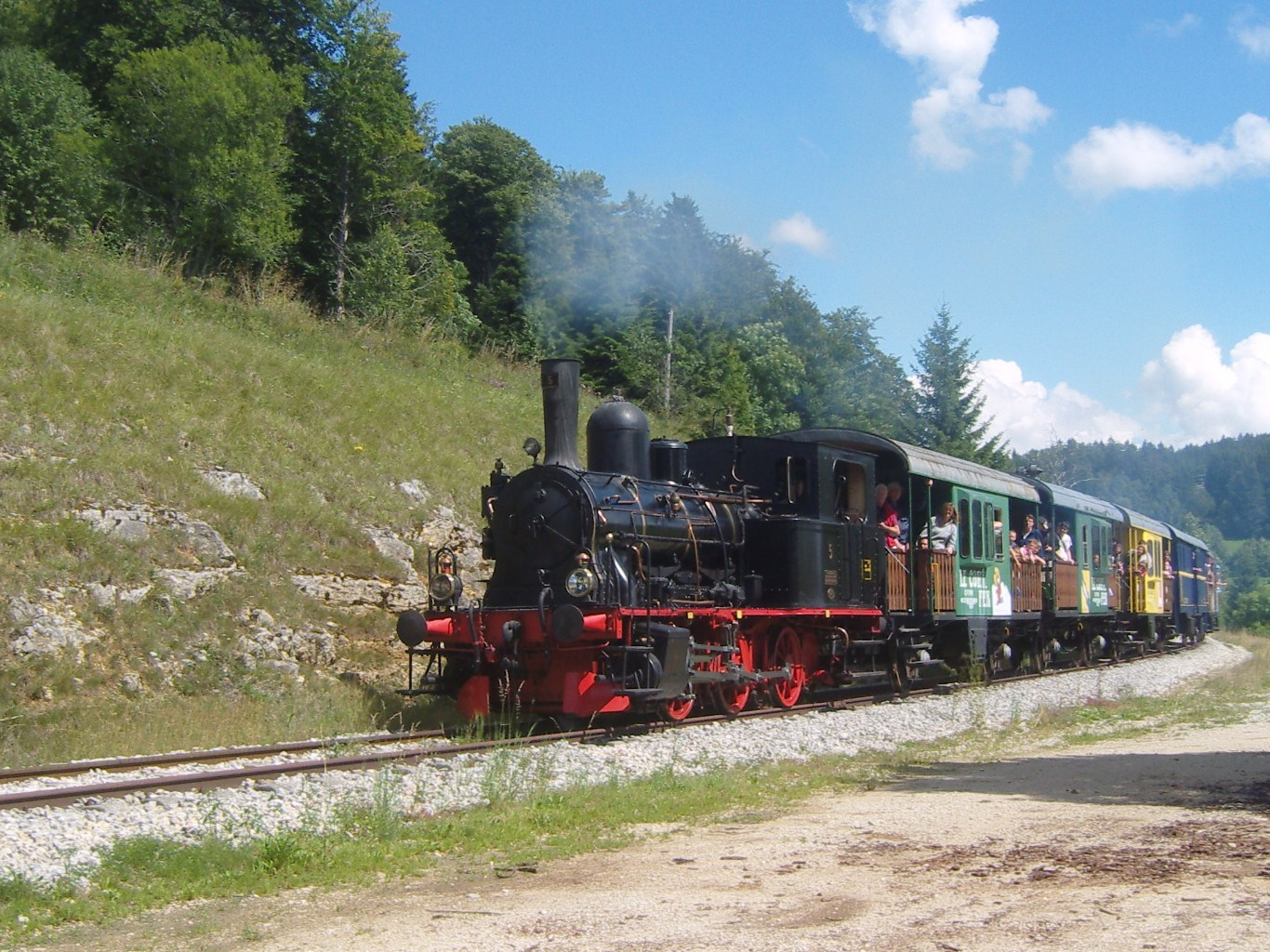
Chemin de fer touristique Pontarlier-Vallorbe, appelé « Coni'fer », train dans la campagne.

### Personnalités liées à la commune
- Paul Robbe (1884-1944), originaire des Hôpitaux-Neufs, architecte à Pontarlier, devenu maire de cette ville (1929-1935), résistant, mort en déportation le 5 décembre 1944. Il est notamment l'auteur du monument aux morts de Jougne.